# Ернст Фридрих фон Виндиш-Грец
Ернст Фридрих фон Виндиш-Грец (на немски: Ernst Friedrich Reichsgraf von Windisch-Graetz; * 20 юни 1670, Виена; † 6 септември 1727, Ст. Петер, Долна Австрия) е граф на Виндиш-Грец (днес Словен градец, Словения) в Австрия, държавник, от 1700 г. рицар на Ордена на Златното руно, и президент на Имперския дворцов съвет на служба на Хабсбургите.

## Живот
Той е син на вице-канцлер и имперски граф Готлиб Амадеус фон Виндиш-Грец (1630 – 1695) и втората му съпруга графиня Мария Елеонора фон Йотинген-Йотинген (1649 – 1681), дъщеря на граф Йоахим Ернст фон Йотинген-Йотинген (1612 – 1658) и пфалцграфиня Анна София фон Пфалц-Зулбах (1621 – 1675). Баща му Готлиб Амадеус се жени трети път на 25 февруари 1683 г. за графиня Мария Терезия фон Заурау (1657 – 1713). Полубрат му Леополд Викторин фон Виндиш-Грец (1686 – 1746) е дипломат, става 1739 г. рицар на Ордена на Златното руно.
Ернст Фридрих започва служба като имперски дворцов съветник при императора. През 1694 г. става пратеник в Дрезден. Между 1698 и 1699 г. той има дипломатическа мисия в Модена, през 1701/1702 г. е на Имперското събрание в Регенсбург. Карлос II Испански го приема през 1700 г. в ордена на Златното руно. През 1710 г. той представя една реформа на имперския дворцов съвет и инструкция за този гремиум.
През 1711 г. Ернст Фридрих има задачата от императорската майка Елеонора Магдалена фон Пфалц-Нойбург да присъства на императорския избор на Карл VI. Под този император той първо попада в немилост и загубва своя пост в тайната конференция. Той живее няколко години в именията си.
През 1714 г. той става президент на главния имперски дворцов свет. От 1724 г. е държавен-и конференц-министър. Заради конфликт той иска дуел с имперския вице-канцлер Фридрих Карл фон Шьонборн-Буххайм.
На 18 май 1822 г. родът е издигнат на князе.

## Фамилия
Първи брак: на 29 юли 1695 г. с графиня Мария Терезия Славата (* 1656; † 28 април 1699), вдовица на фрайхер Йохан Ернст фон Фюнфкирхен (1634 – 1690/94), дъщеря на Фердинанд Вилем Славата (1630 – 1673) и Мария Цецилия Рената фон Наход-Лихтенберг († 1694). Бракът е бездетен.
Втори брак: с графиня Терезия Розалия фон Ротал (* 1679; † 12 януари 1753), дъщеря на Георг Юлиус Вилхелм фон Ротал и Анна Катарина фон Риндсмаул. Те имат две деца, които умират малки.